# 1884 en architecture
| Années de l'architecture : 1881 - 1882 - 1883 - 1884 - 1885 - 1886 - 1887    |
| Décennies de l'architecture : 1850 - 1860 - 1870 - 1880 - 1890 - 1900 - 1910 |

Cet article présente les faits marquants de l'année 1884 en architecture.

## Réalisations

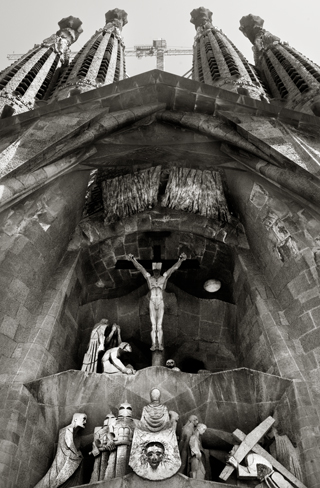
La Sagrada Família

- 1er mai : l'architecte américain William LeBaron Jenney commence la construction du Home Insurance Building, considéré comme le premier gratte-ciel de Chicago[1].

- Construction du Washington Monument à Washington par Robert Mills.
- Le piédestal de la Statue de la Liberté à New York est érigé.

## Événements
- Les travaux de la cathédrale de la Sagrada Família à Barcelone, dessinée par Antoni Gaudí, commencent.
- Début des travaux pour la construction de la cathédrale Saint-Louis de Carthage[2].

## Récompenses
- Royal Gold Medal : William Butterfield.
- Prix de Rome : Hector d’Espouy.

## Naissances
- 6 juillet : Willem Marinus Dudok († 6 avril 1974).
- 27 août : Alfredo Baldomir († 25 février 1948).
- 26 septembre : Antonio Barluzzi († 14 décembre 1960).

## Décès
- 3 août : Paul Abadie (° 9 novembre 1812).